# Sagaseta
Sagaseta es una localidad española y un concejo de la Comunidad Foral de Navarra  perteneciente al municipio del Valle de Egüés. Su población en 2014 fue de 36 habitantes (INE).

## Geografía
Sagaseta está situado entre Elcano y Egulbati a 10 kilómetros de Pamplona. Dista del cruce con la carretera NA-150 unos 2 kilómetros y el terreno que ocupa el concejo tiene una extensión de 2,74 kilómetros cuadrados, de los que 93 hectáreas son suelo comunal. El paisaje que lo rodea es típico de los pequeños valles del noreste del Valle de Egüés. Campos de cereal que se extienden hasta las estribaciones montañosas que rodean el casco urbano y que proporcionan al concejo bosque maderable.